# Expoziția Universală de la Paris din 1900

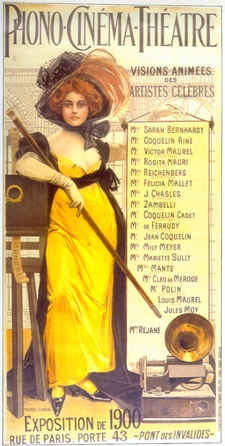

Expoziția Universală de la Paris, cunoscută și ca Expoziția Mondială de la Paris, (în franceză Exposition universelle de 1900) a fost cea de-a cincea expoziție mondială organizată la Paris, manifestare emblematică a perioadei Belle Époque. 
Expoziția s-a desfășurat la Paris în perioada 15 aprilie-12 noiembrie 1900.

## Participarea României
În 1898, arhitectul George Sterian a fost numit membru în Comisiunea centrală consultativă pentru participarea României la Expoziția Universală de la Paris din 1900, unde a participat ulterior, în calitate de comisar delegat al Guvernului României.

Carte poștală care prezintă Pavilionul României la Expoziția Universală de la Paris din 1900

Pentru Expoziția Universală de la Paris din 1900, România a construit un pavilion principal regal, un restaurant care înfățișa o casă țărănească cu pridvor, un pavilion al tutunului și un pavilion al petrolului care avea forma unui rezervor de petrol pe suprafața căruia erau înscrise numele celor mai importante stațiuni de extracție din România. Arhitectul pavilionului principal a fost francezul Jean Camille Formigé care, în acest scop, s-a documentat venind în România, de unde a preluat elemente stilistice de la Mănăstirea Curtea de Argeș, de la Mănăstirea Sfinții Trei Ierarhi din Iași, de la Mănăstirea Hurezi și de la Biserica Stavropoleos din București. Pavilionul tutunului a fost proiectat de arhitectul român Petre Antonescu în forma străvechilor fântâni monumentale românești.
Cu privire la pavilionul principal, ghidul oficial al expoziției informa că Formigé a reușit să îmbine armonios tradițiile cu modernitatea, „arătându-se, în conceperea și execuția palatului, inovator original și în același timp gardian respectuos al tradițiilor trecutuluiˮ.
Exponatele României au fost împărțite în 17 grupe și 89 clase, structurate în sectoarele: economice, învățământ, sănătate, știință și cultură și altele. Ele s-au bucurat de aprecierea publicului, a specialiștilor, a juriului internațional, primind 1086 recompense, dintre care 45 mari premii, 224 medalii de aur, 354 medalii de argint, 314 medalii de bronz și 149 mențiuni onorabile.
Una din medaliile de aur primite de România la Expoziția Universală de la Paris din 1900 a fost acordată pentru planurile Parcului Nicolae Romanescu din Craiova, proiectat de arhitectul francez Édouard Redont.
Pictorul Theodor Pallady a debutat expozițional în cadrul pavilionul României de la Expoziția Universală din Paris (1900).
Prima lucrare importantă a sculptorului Emil Wilhelm Becker fost o catapeteasmă pentru pavilionul românesc de la Expoziția Universală de la Paris (1900).

## Galerie de imagini

Chioşcul tutunului la Expoziţia Universală din Paris (1900)
Pavilionul petrolului la Expoziţia Universală din Paris (1900)
Restaurantul Regal Român la Expoziţia Universală din Paris (1900)

## Alte surse
- Alexander C. T. Geppert: Fleeting Cities. Imperial Expositions in Fin-de-Siècle Europe, Basingstoke/New York: Palgrave Macmillan, 2010.
- Richard D. Mandell, Paris 1900: The great world's fair (1967)
- Le Panorama : Exposition universelle 1900 (în franceză). Paris: Ludovic Baschet, éditeur. 1900. Accesat în 6 decembrie 2021.
- Liste des récompenses : Exposition universelle de 1900, à Paris (Raport) (în franceză). Paris: Ministry of Commerce, Industry, Posts and Telegraphs. French Republic. 1901. Accesat în 6 decembrie 2021.